# Ingrid Mwangi
Ingrid Njeri Mwangi (* 1975 in Nairobi, Kenia) ist eine deutsch-kenianische Multimediakünstlerin.
Ingrid Mwangi ist die Tochter einer Deutschen und eines Kenianers und wurde in Nairobi geboren. Sie kam im Alter von 15 Jahren nach Ludwigshafen am Rhein. Von 1996 bis 2002 studierte sie Kunst bei Ulrike Rosenbach an der Hochschule der Bildenden Künste Saar. Es folgten eine Reihe internationaler Einzelausstellungen, ihre Themen sind Identität, Gewalt und der westliche Blick auf Afrika. Zu ihren Arbeitsfeldern gehören Sound- und Videoinstallation, Objekte und Fotos sowie Performance.
Seit 2005 bildet sie mit ihrem Ehemann Robert Hutter das Künstlerduo Mwangi Hutter, mit dem Arbeiten gemeinsam realisiert werden.